# قطعنامه ۱۴۳۵ شورای امنیت
قطعنامه ۱۴۳۵ شورای امنیت سازمان ملل متحد که در تاریخ ۲۴ سپتامبر ۲۰۰۲ تصویب شد، سندی بین‌المللی دربارهٔ بررسی وضعیت خاورمیانه، از جمله مسئله فلسطین است. این قطعنامه طی نشست ۴۶۱۴ام با ۱۴ رای موافق، ۰ مخالف و ۱ ممتنع تصویب شد.